# Musée Félicien Rops
 (octobre 2024).
 (octobre 2024).
 (octobre 2024).
 (octobre 2024).
La mise en forme du texte ne suit pas les recommandations de Wikipédia : il faut le « wikifier ».
Les points d'amélioration suivants sont les cas les plus fréquents. Le détail des points à revoir est peut-être précisé sur la page de discussion.
- Les titres sont pré-formatés par le logiciel. Ils ne sont ni en capitales, ni en gras.
- Le texte ne doit pas être écrit en capitales (les noms de famille non plus), ni en gras, ni en italique, ni en « petit »…
- Le gras n'est utilisé que pour surligner le titre de l'article dans l'introduction, une seule fois.
- L'italique est rarement utilisé : mots en langue étrangère, titres d'œuvres, noms de bateaux, etc.
- Les citations ne sont pas en italique mais en corps de texte normal. Elles sont entourées par des guillemets français : « et ».
- Les listes à puces sont à éviter, des paragraphes rédigés étant largement préférés. Les tableaux sont à réserver à la présentation de données structurées (résultats, etc.).
- Les appels de note de bas de page (petits chiffres en exposant, introduits par l'outil «  Source ») sont à placer entre la fin de phrase et le point final[comme ça].
- Les liens internes (vers d'autres articles de Wikipédia) sont à choisir avec parcimonie. Créez des liens vers des articles approfondissant le sujet. Les termes génériques sans rapport avec le sujet sont à éviter, ainsi que les répétitions de liens vers un même terme.
- Les liens externes sont à placer uniquement dans une section « Liens externes », à la fin de l'article. Ces liens sont à choisir avec parcimonie suivant les règles définies. Si un lien sert de source à l'article, son insertion dans le texte est à faire par les notes de bas de page.
- La présentation des références doit suivre les conventions bibliographiques. Il est recommandé d'utiliser les modèles {{Ouvrage}}, {{Chapitre}}, {{Article}}, {{Lien web}} et/ou {{Bibliographie}}. Le mode d'édition visuel peut mettre en forme automatiquement les références.
- Insérer une infobox (cadre d'informations à droite) n'est pas obligatoire pour parachever la mise en page.

Pour une aide détaillée, merci de consulter Aide:Wikification.
Si vous pensez que ces points ont été résolus, vous pouvez retirer ce bandeau et améliorer la mise en forme d'un autre article.
 (juin 2022).
Si vous disposez d'ouvrages ou d'articles de référence ou si vous connaissez des sites web de qualité traitant du thème abordé ici, merci de compléter l'article en donnant les références utiles à sa vérifiabilité et en les liant à la section « Notes et références ».
Le Musée provincial Félicien Rops est un musée monographique situé au cœur du quartier historique de Namur, ville natale de l'artiste Félicien Rops. Il retrace la carrière artistique du graveur et illustrateur, des caricatures du journal satirique Uylenspiegel (1856) à la série des œuvres érotiques Les Sataniques (1882), en passant par Un enterrement au pays wallon (1863), Pornocrates (1878) et les Dames au pantin (1873-1890). Le parcours, composé de près de 270 œuvres, est jalonné d’outils numériques qui emmènent à la découverte de cette personnalité du XIXe siècle namurois.
En plus de la collection permanente consacrée à Félicien Rops, le musée présente, plusieurs fois par an, des expositions temporaires sur des thématiques telles que le XIXe siècle et ses artistes, l’art graphique ancien ou contemporain, ainsi que certains aspects de l’œuvre ou de la vie de Rops.
Suivant les prescriptions de l'ICOM (International Council of Museums), le musée Rops développe des missions de conservation, d’acquisition, de recherche et de médiation, des offres pédagogiques spécifiques et des activités inédites, pour tous les publics.

## Historique[5]
Les origines du projet muséal
La création d’un musée dédié à Félicien Rops revient au gouverneur François Bovesse (1890-1944) et à Marcel Grafé (1884-1936), amateur d’art et vice-président des « Amis du Musée des Beaux-Arts de Namur ».
L’Hôtel de Croix de Namur accueille, en 1937, une exposition sur des lithographies, gravures, peintures, dessins et souvenirs de l’artiste namurois, Félicien Rops. Cependant, les œuvres les plus érotiques et sataniques sont délibérément écartées de l’exposition laissant ainsi la place au réalisme, à la caricature ainsi qu’à la peinture de paysage.
Il faudra attendre les années 1960 pour que le projet soit repris, c’est d’ailleurs à cette même époque que Maurice Kunel (1883-1971) fonde l’association « Les Amis de Félicien Rops » aux côtés de Georges de Froidcourt (1885-1972), historien, et de Fernand Visart de Bocarmé (1890-1976). C’est l’acte de naissance des « Ropsistes ». Rapidement, l’association sollicite la création d’une salle « Rops » au cœur de l’Hôtel de Gaiffier d’Hestroy, hôtel de maitre datant du XVIIIe siècle, situé rue de Fer à Namur et légué en 1950 à la Province de Namur dans l’espoir d’y installer un musée.
Quatre salles sont attribuées à l’œuvre de Rops et se déclinent sur deux étages. Le rez-de-chaussée est consacré à la reconstitution de l’ « atelier » de Rops tandis que l’étage accueille la salle des peintures ; un salon imprégné de l’ambiance studio des années 1890, avec présentation des grandes lithographies et d’une bibliothèque pour les livres reliés ; et enfin, la salle des estampes avec lithographies et eaux-fortes. L’inauguration a lieu en juin 1964.
Constitution d’une collection de référence
Lorsque la Province de Namur prend la décision d’aménager un musée Rops, ces trois principaux artisans, Maurice Kunel, Georges de Froidcourt et le comte Visart de Bocarmé, se voient octroyer un certain budget. Qui plus est, le comte de Visart de Bocarmé offre à la Province de Namur, dès 1962, sa collection d’œuvres de Rops, majoritairement composée de gravures. En partant de ce fonds, ils complètent cette collection en obtenant des donations mais également en procédant à des acquisitions auprès de collectionneurs « historiques » de Rops.
Entrent alors dans le fonds de la Province de Namur des peintures et dessins de qualité tels que La Dèche (1882), La Femme au pantin et à l’éventail (1873), Tête de vieille Anversoise (1873) issus de la collection de Maurice Exsteens (1887-1961), connu comme étant le gendre de Gustave Pellet (1859-1919) qui fut l’un des marchands de Rops à Paris et acquéreur de ses droits d’auteur après sa mort ; des dessins originaux provenant de la collection d’Edmond Deman (1857-1918), libraire-éditeur qui collabora avec Rops pour l’illustration d’ouvrages à Bruxelles ; ou encore de tableaux et d’archives venant de la famille Rops au château de Thozée, gentilhommière située à Mettet, à une trentaine de kilomètres de Namur. .
À ses débuts, la collection du musée se compose de 300 pièces dont près de 100 œuvres de la donation Visart de Bocarmé, une soixantaine d’estampes et lithographies des musées d’Art et d’Histoire de Namur, les autres pièces ayant été acquises ou reçues par la commission d’achat.
Le rôle de la Communauté française de Belgique - Fédération Wallonie-Bruxelles
Depuis son installation en 1964, la Province de Namur a poursuivi sa politique d’acquisition d’œuvres de Félicien Rops. À partir des années 1980, elle est soutenue par un nouveau partenaire : le ministère de la Culture de la Communauté française de Belgique.
Depuis lors, le ministère de la Fédération Wallonie-Bruxelles a toujours apporter son soutien au musée, notamment en participant à la vente Drouot à Paris en 1984 où elle fait l’acquisition du dessin original Pornocratès ou La Dame au cochon (1878) qui est aujourd’hui classé parmi ses trésors.
D’autres œuvres comme des dessins de la série des Cent légers croquis sans prétention pour réjouir les honnêtes gens (1878-1881) ou une huile sur panneau Satan semant l’ivraie (1867) ou encore une série de gravures avec texte autographe en marge des Sataniques sont acquises et mises en dépôt au musée Rops. En 2002, la Fédération Wallonie-Bruxelles fait l’acquisition, avec la Province de Namur, d’un fonds de gravures de 2000 pièces ayant appartenu à un collectionneur important, Maurice Pereire (1867-1946). Le musée possède alors la quasi-totalité des états de chaque gravure de Rops, comblant ainsi en une fois toutes les lacunes de la collection d’estampes.
Le second musée Rops
À partir des années 1980, la superficie du musée situé rue de Fer ne permet plus l’exposition des multiples acquisitions de la Province de Namur et de la Fédération Wallonie-Bruxelles.
Le musée déménage alors dans un hôtel de maître situé rue Fumal, 12 au cœur du vieux Namur et à proximité de la maison natale de Félicien Rops. Le muséologue et conseiller au Ministère de la Communauté française, André Marchal (1923-1989), dirige le projet.
Le 18 septembre 1987, l’inauguration a lieu. Le premier étage permet au visiteur de suivre Rops au travers de son parcours chronologique en trois étapes clé : Namur, Bruxelles et Paris. Le second étage présente, quant à lui, les principales techniques de Rops : gravure, dessin et peinture.
Historique de ce nouveau lieu d’accueil de l’œuvre de Rops
Le bâtiment originel date du 17ème siècle et est présent sur les plans de la ville. En 1834, Théodore Polet, le beau-père de Félicien Rops achète la propriété et la rehausse en 1850 en l’habillant dans un style néoclassique. À l’intérieur, on perçoit encore la distribution intérieure et une refonte du décor, tendance Second Empire (escalier, plafond, cheminée). En 1874, le fabricant de chocolat et de moutarde, Auguste Boty construit dans le jardin une serre en forme de galerie, en style éclectique. Elle sera démolie après 1980. L’avocat Hamoir qui achète la maison en 1898, fait installer une baie vitrée de style Art nouveau, façon Hankar ouvrant le « grand salon » (actuel accueil du musée) sur ladite serre. C’est Henri Hamoir qui cède la maison en 1934, aux Renard-Dietens, qui la vendront aux Renard-Crabbé, torréfacteurs de café. Finalement, la Province de Namur acquiert le bâtiment en 1978.
L’extension du musée Rops entre 1996 et 2003
En quelques années seulement, force est de constater que le « nouveau » musée est déjà trop petit. En effet, il doit aussi prendre en compte les besoins et les normes de sécurité d’un musée actif (conservation, diffusion, recherche scientifique). Dès 1993, la Province de Namur soutenue par la Fédération Wallonie-Bruxelles souhaite programmer plusieurs phases de travaux.
En 1996, les travaux débutent par l’aménagement de l’ancien atelier de torréfaction. Cet espace, réparti sur deux étages, se compose de 200m² consacrés aux expositions temporaires, d’une réserve d’œuvres pour peintures et dessins et d’un atelier destiné aux animations pédagogiques et à la restauration d’œuvres sur papier.
En 1999, deux nouvelles salles sont aménagées pour la collection de référence ainsi qu’une salle audiovisuelle, une zone administrative, une réserve pour les gravures et un ascenseur. La façade de l’immeuble reste au niveau des matériaux dans l’esprit de la rue, mais devient quasi-aveugle afin de satisfaire aux normes très strictes de conservation d’œuvres sur papier : seules deux fentes de lumière sont pratiquées de part et d’autre d’un mur courbe rentrant latéralement dans le bâtiment.
Fin 2002, la troisième et dernière phase de travaux concerne le réaménagement des salles d’exposition permanente, les travaux de stabilité, l’installation de la climatisation et d’un nouvel éclairage adapté à la conservation des œuvres, la création d’une bibliothèque et surtout la conception d’une nouvelle scénographie. Les travaux sont alors confiés à l'archiscénographe Filip Roland à la suite d'un concours européen d'idées organisé par la Province de Namur.
Compte tenu de la passion pour la botanique de Rops, le jardin du musée est complètement transformé en 2005, sur base d’une analyse minutieuse par Philippe Martin, botaniste et responsable de la collection de botanique de l’UNamur, des herbiers de l’artiste conservés au musée. Le « jardin d’en haut » et « jardin d’en bas » établis par Rops dans son parc à Thozée sont évoqués par deux niveaux distincts recréés pour l’occasion. L’artiste contemporaine, Anne Jones (1951-), choisit les plantes préférées de l’artiste pour embellir le fond du jardin, tandis qu’une sculpture composée de 25 sphères en ardoise, Carré d’ardoises (2005), prend place à l’avant-plan.
S’étendre à nouveau grâce à la Fondation Roi Baudouin
Une vingtaine d’années plus tard, l’espace disponible dans le bâtiment pose de nouveau problème à l’équipe du musée : il ne permet plus à celle-ci de remplir ses missions qui ont évolué en même temps que la société.
La Fondation Roi Baudouin achète, en janvier 2020, le 10 rue Fumal dans l’optique de confier cette future extension à l’asbl « Les Amis du musée Rops »
Le rez-de-chaussée est aménagé en ateliers pédagogiques principalement dévolus à la technique de la gravure. Les personnes à mobilité réduite tout comme les enfants peuvent y accéder facilement. Dans un futur proche seront réalisés des travaux et aménagements dans le but de mettre aux normes l’ensemble de l’annexe.

## La collection de référence
L’œuvre de Félicien Rops constitue un chapitre fondamental de la modernité en Belgique, entre l’époque du Réalisme critique et le Symbolisme ; ses peintures et ses œuvres sur papier relèvent d’un imaginaire auquel ses obsessions ont donné naissance.
La collection est articulée autour d’une idée maîtresse : la découverte de la vie de l’artiste au travers de différentes thématiques qui constituent autant d’étapes importantes de la carrière artistique de Félicien Rops. Ainsi le musée possède des caricatures du début de carrière de l’artiste, lorsque ce dernier faisait ses armes à l’Université Libre de Bruxelles et dans le journal Uylenspiegel ; des gravures et dessins liés à sa période réaliste ; des tableaux et pochades de ses nombreux voyages ainsi que de nombreuses œuvres symbolistes dont il est l’un des premiers représentants. Les lettres et les documents d’archives complètent la vision générale sur l’artiste et le 19ème siècle ainsi que des croquis et carnets lui ayant appartenu.
La collection ne prétend pas à l’exhaustivité mais permet de manière cohérente de présenter un panel représentatif de l’œuvre complexe de Félicien Rops ainsi que des œuvres témoignant de ses pratiques artistiques, comme les gravures avec dessins en marge et la série des Cent légers croquis.
La muséographie est structurée selon une logique chronologique mais aussi une logique thématique.
Le début de l’exposition est consacré à la genèse artistique de Rops, lorsque ce dernier fréquentait les cercles estudiantins de l’Université libre de Bruxelles à la fin des années 1850. Il commença sa carrière en faisant des caricatures dans différents journaux satiriques comme Le Crocodile ou encore Uylenspiegel. Journal des ébats artistiques et littéraires. C’est à cette époque que l’artiste commence à se forger une réputation et à faire de nombreuses rencontres qui auront un impact sur la suite de sa carrière.
Après ses débuts de caricaturiste, Félicien Rops sera très influencé par le mouvement réaliste dont l’un des représentants les plus célèbres n’est autre que Gustave Courbet (1819-1877). Certaines œuvres de cette époque sont des chefs d’œuvres de la production ropsienne comme Un Enterrement au pays wallon (1863), La Dèche, La Buveuse d’absinthe ou encore Le Scandale (1879). C’est surtout l’aspect social du réalisme qui intéresse l’artiste.
Les années 1860 seront déterminantes pour Félicien Rops avec notamment la rencontre de Charles Baudelaire (1821-1867) en 1864 qui marque un véritable tournant pour lui. En effet, c’est après la rencontre avec le poète maudit que Rops s’intéresse de plus en plus à l’allégorie et au symbolisme. C’est aussi dans le sillage baudelairien que la figure du squelette et de la femme fatale vont faire leur entrée dans le répertoire ropsien. Des œuvres telles que Satan semant l’ivraie (1867), La Mort qui danse (1865), Mors syphilitica (1865) ou encore Parodie humaine (1878-1881) sont caractéristiques de sa production.
L’attrait pour le symbolisme ne se démentira jamais – Rops en étant l’un des représentants les plus emblématiques – puisque les années 1870 seront celles de certaines de ses plus belles et célèbres compositions comme la série des Dames au pantin (1873-1890) et surtout Pornocratès ou la Dame au cochon. Les années 1870 correspondent aussi à une période faste dans la vie de Rops  puisqu’il est à présent bien établi à Paris et est l’un des illustrateurs les plus courus de la capitale française. C’est l’époque de création de sa célèbre série des Cent légers croquis pour le bibliophile Jules Noilly. Il illustra notamment des ouvrages de Stéphane Mallarmé, Paul Verlaine, Joséphin Péladan, les frères Jules et Edmond de Goncourt, Jules Barbey d’Aurevilly, Charles Baudelaire, … Une partie de la collection de référence est consacrée à son travail d’illustrateur.
Les années 1870-1880 sont celles du développement de la « peinture de plein air » représentée par les paysagistes et surtout les impressionnistes. Il semblerait que Félicien ait été en contact avec ses milieux artistiques avant-gardistes. Il s’est d’ailleurs lui-même essayé à ce type de production avec des œuvres comme Sainte-Adresse (1875) ou encore La Plage de Heyst (1886). La collection de référence s’attarde aussi sur les nombreux voyages effectués par l’artiste en Espagne, en Scandinavie ou encore en Hongrie.
L’exposition permanente se clôture sur le côté plus sulfureux de l’artiste lorsque vers la fin de sa vie, il s’est plus particulièrement intéressé à la figure du diable. La série Les Sataniques et Les Diaboliques en sont les témoins.

## Galerie

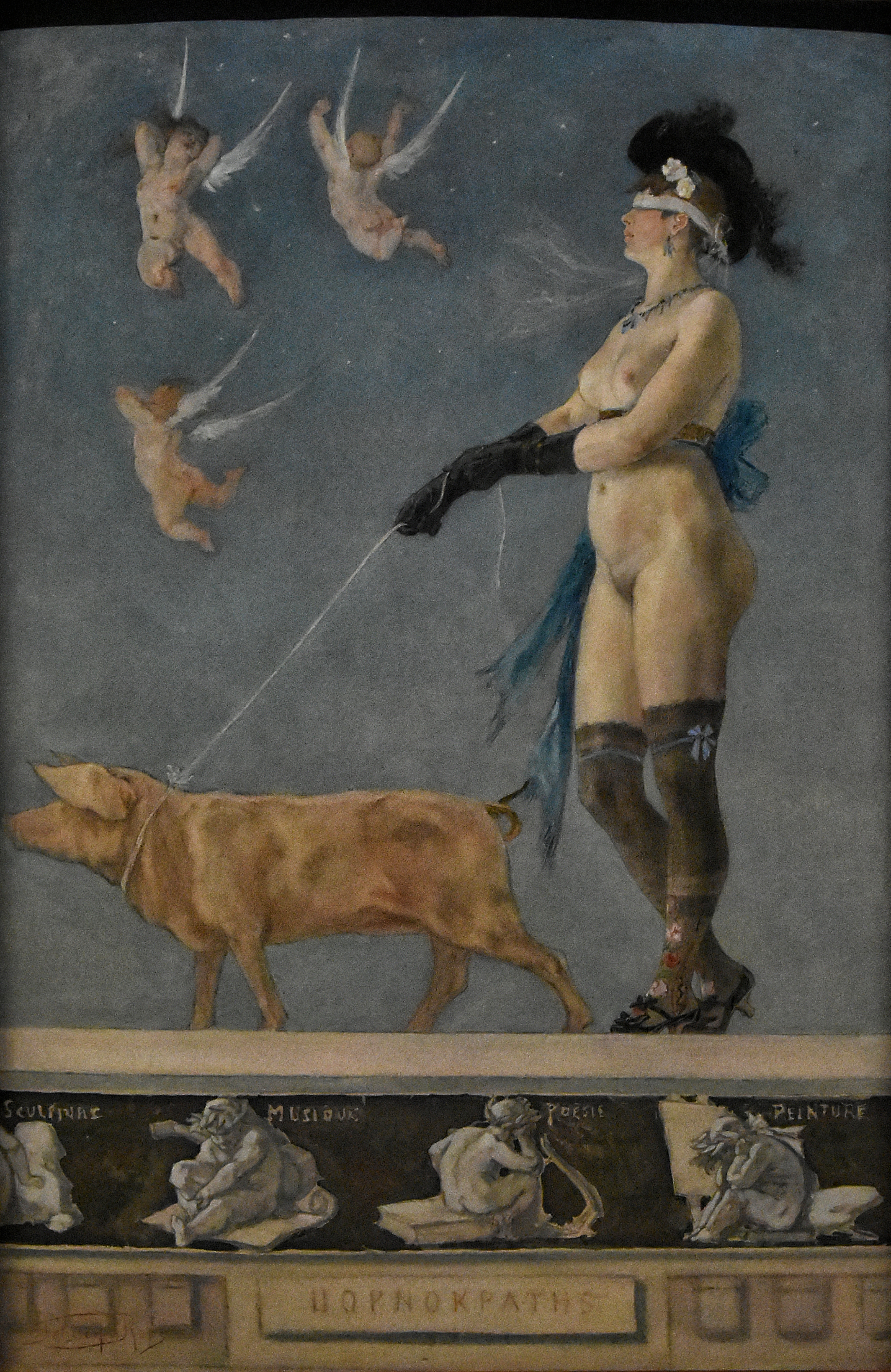
Pornokratès (1878)
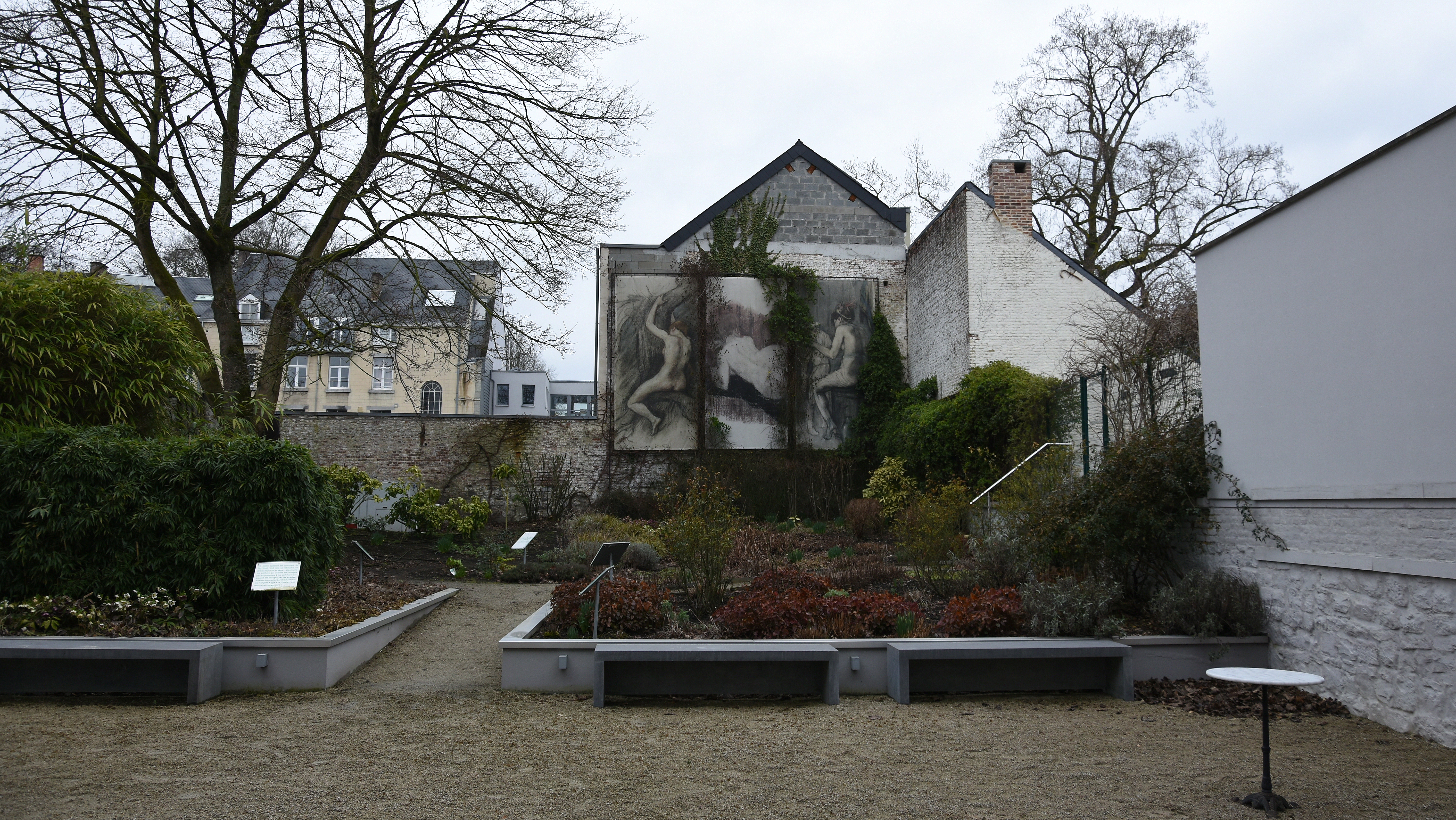
Le jardin du musée
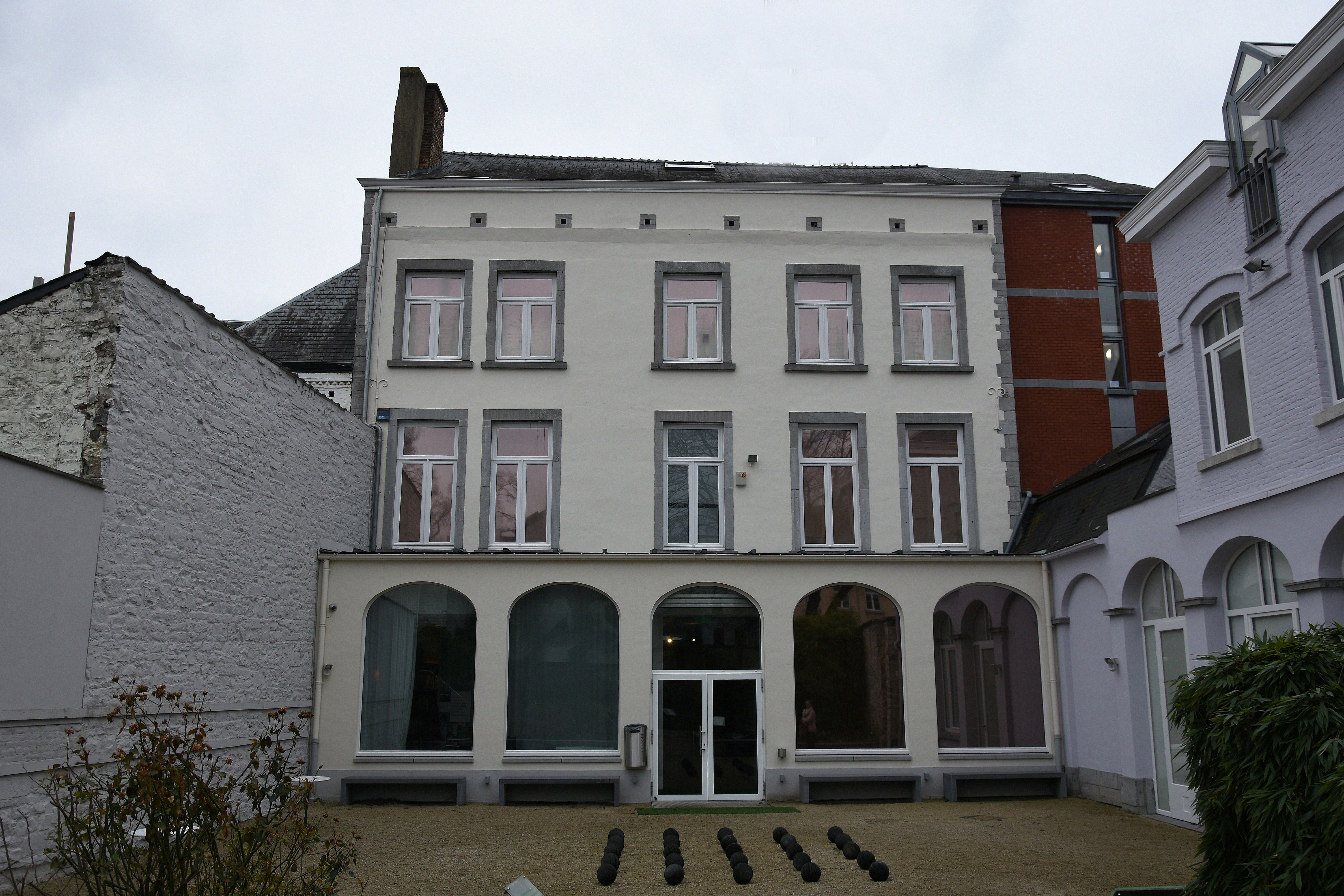
L'arrière du musée depuis le jardin
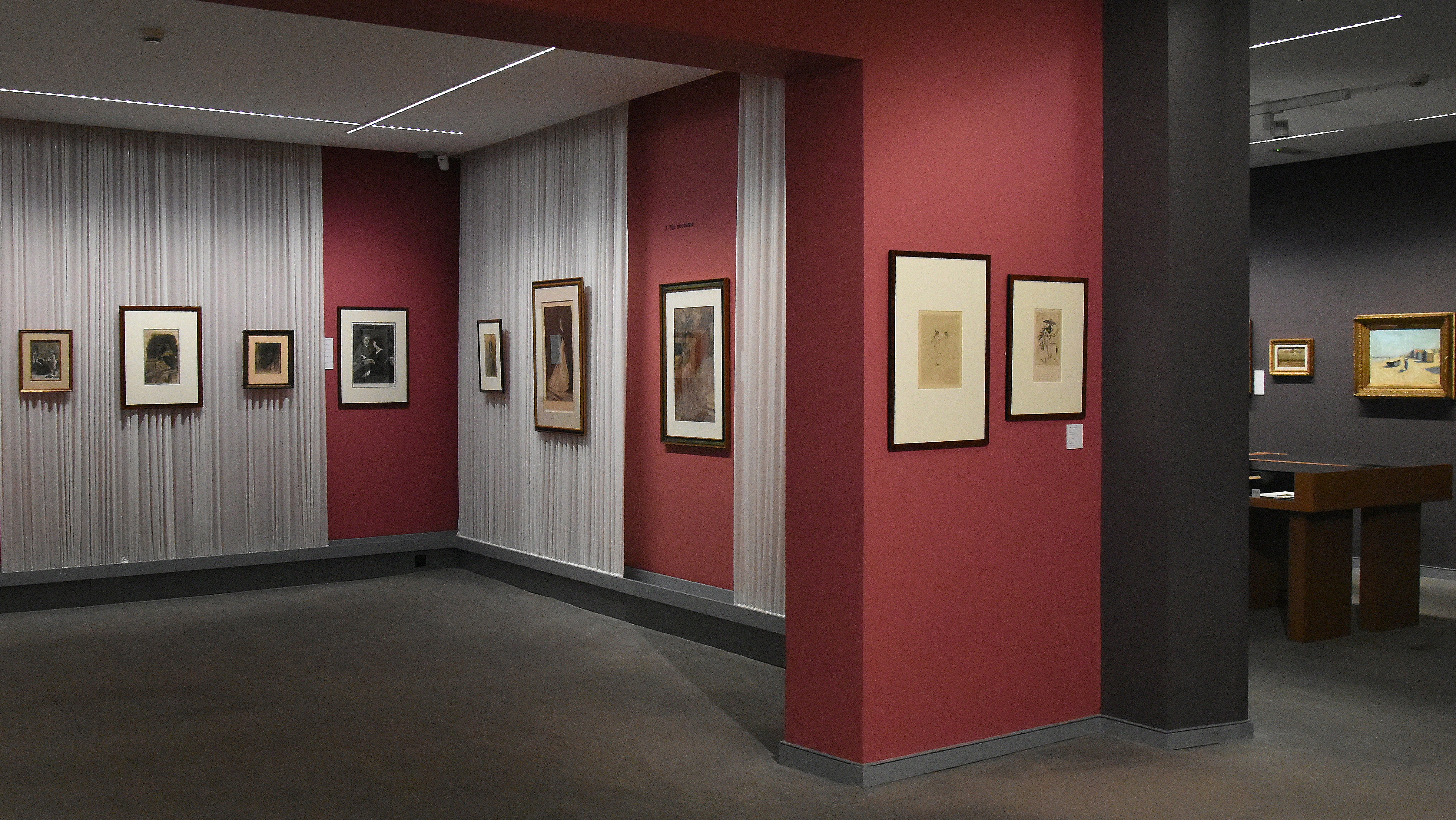
Une salle du musée
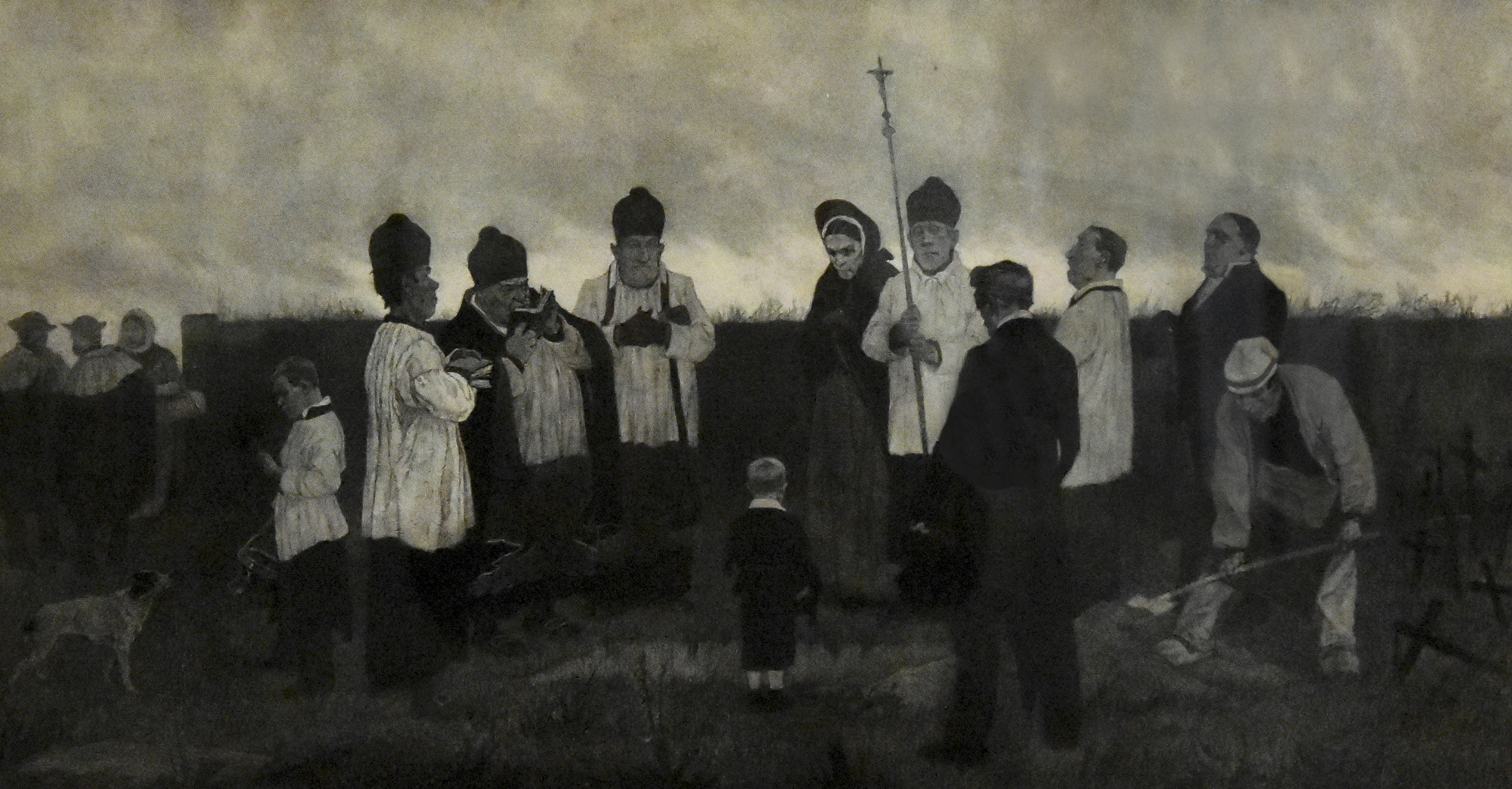
Un enterrement au pays wallon (1863)
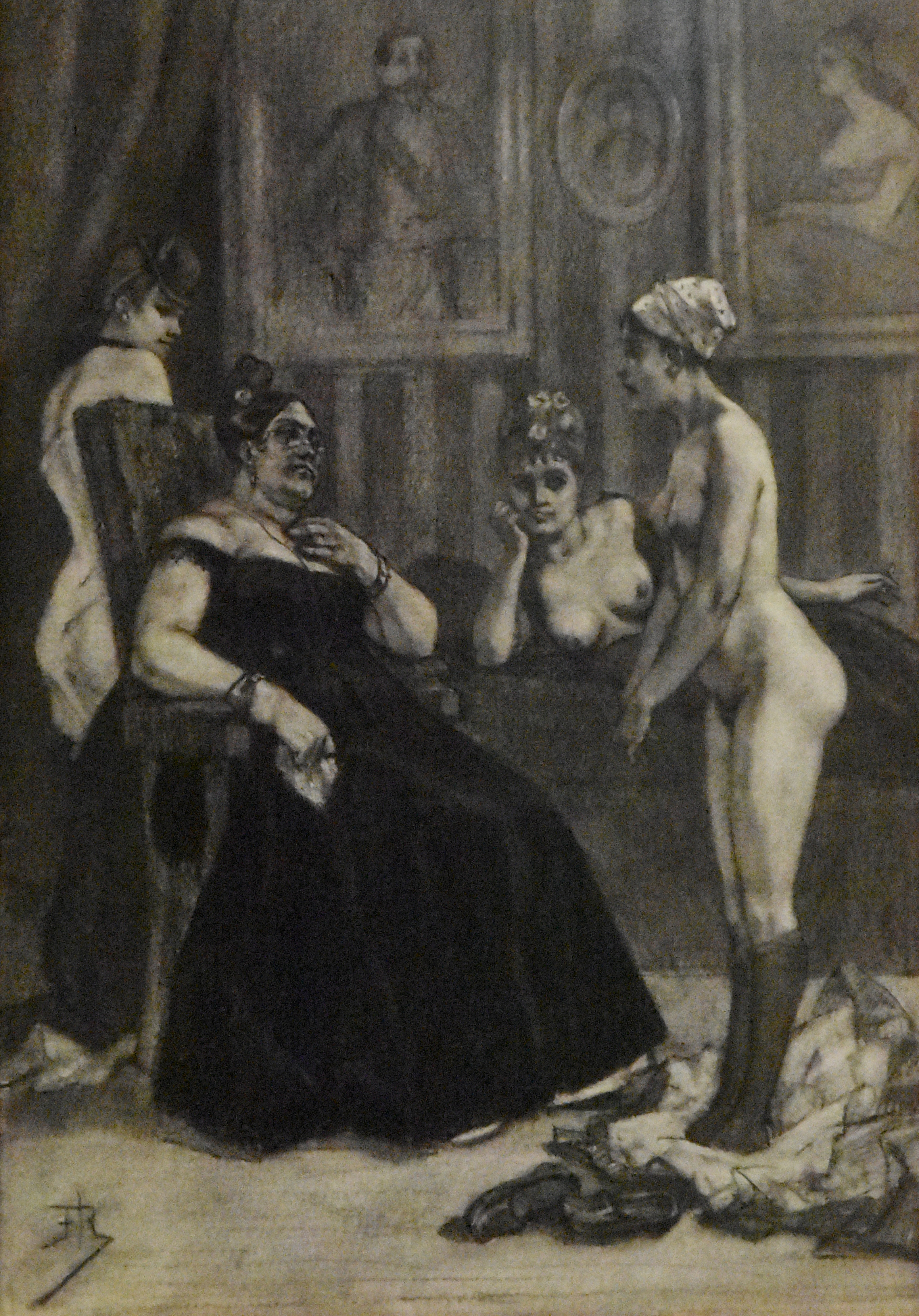
L'Examen de Flora